# Sindicat Unificat de Policia
El Sindicat Unificat de Policia (SUP; oficialment en castellà: Sindicato Unificado de Policía) és un sindicat de treballadors de la policia nacional espanyola que defensa els interessos corporatius del col·lectiu. El seu secretari general és José Manuel Sánchez Fornet, polícia de 2a categoria de l'escala bàsica. L'any 2012 el portaveu del comité federal del sindicat a Catalunya fou Antonio Granados.
Els seus estatuts el defineixen com un sindicat «lliure, progressista, unitari, pluralista, democràtic i independent de les administracions, partits polítics, centrals sindicals o qualsevol grup de pressió». A mitjans de 2007, el SUP comptava amb 29.000 policies afiliats (25.000 de l'escala bàsica, més de 2.100 de la de sub-inspecció, 1.500 de l'escala executiva, 80 de l'escala superior, 43 facultatius i 91 tècnics).
El SUP fou creat el 28 de febrer de 1978 per cinc policies de la plantilla de Sevilla. Se'l considera proper al progressisme dins del bipartidisme PP-PSOE. L'any 2006 el secretari general va fer una crida als afiliats per donar suport a la negociació amb ETA. L'any 2012 comunicà en roda de premsa la possessió de l'informe-esborrany, que anunciava el diari El Mundo, sobre una presumpta trama de corrupció que afectava al president de la Generalitat de Catalunya Artur Mas i l'expresident Jordi Pujol. L'any 2013 criticà les identificacions massives que pretenia fer el Ministeri de l'Interior espanyol als participants d'escraches a diputats del PP, que organitzava la PAH, per manca de cobertura legal i posar en risc la seguretat jurídica dels policies. Pocs mesos abans s'oferí a donar suport i assistir jurídicament als agents, tant si fossin afiliats com si no, disposats a al·legar objecció de consciència a l'hora de realitzar desnonaments de famílies que se'ls hi executés la hipoteca per impagament.
Va pertànyer a la Unió Internacional de Sindicats de Policia (UISP) i posteriorment de l'EUROCOP, entitat nascuda de la reconversió de la UISP l'octubre de 2002. A les eleccions al Consell de Policia celebrades el maig de 2007, el SUP obtingué un total de 24.668 vots (5 consellers), per davant de la Confederació Espanyola de Policia (16.539 vots i 4 consellers), la Unió Federal de Policia (10.574 vots i 3 consellers), el Sindicat Professional de Policia (4.325 vots i 1 conseller) i el Sindicat de Comissaris de Policia (227 vots i 1 conseller), sent entre les sindicats representatius el majoritari al Cos Nacional de Policia.